# Fozio II
Fozio II (al secolo Δημήτριος Μανιάτης, Dimitris Maniatis; Prinkipos, 16 novembre 1874 – Costantinopoli, 29 dicembre 1935) è stato un arcivescovo ortodosso greco, già metropolita di Filadelfia (1924-1925) e di Derco (1925-1929), che ha ricoperto la carica di patriarca ecumenico di Costantinopoli dal 7 ottobre 1929 fino alla sua morte.